# Хигаонна, Канрё
Хигаонна (Хигасионна) Канрё (яп. 東恩納 寛量 Хигаонна Канрё:, 10 марта 1853 — октябрь 1915), китайское имя — Шэнь Шаньси 慎善熙 — японский каратэка. Основатель стиля Наха-тэ. Родился в городе Нисимура, Наха (остров Окинава) в семье торговцев. Он основал стиль, позже известный как годзю-рю. Был учителем известного мастера, основателя школы каратэ годзю-рю Мияги Тёдзюна. Семья Хигаонна была низшим классом самураев. Отец Канрё — Канъё Хигаонна родился 8 августа 1823 года, принадлежал к девятому поколением семьи Син и имел детское прозвище Таругани, а китайское имя Шэнь Шо Фуку. Канъё после смерти старшего брата Канкити в 1835 году (брат умер в раннем возрасте) в 12 лет принял на себя огромную ответственность, став первым сыном семьи Хигаонна — тёнан. Женился на Макамадо из семьи Кэйудзи.
Канрио Хигаонна был одним из восьми братьев и сестер. Имена братьев в порядке рождения: Кампу, Кансё, Канкаи, Канрё, Кансю, Канэи, Кантё. Сестру звали Мацуру.
Несмотря на то, что Канрё был в семье четвёртым сыном, его отец надеялся, что способный мальчик в один прекрасный день возьмет на себя роль главы семьи и займется семейным бизнесом. Канъё Хигаонна, отец Канрё, был убит в драке в 1867 году.
Бытует мнение, что Канрё Хигаонна впервые начал изучать боевые искусства в возрасте 14 лет с Мая Арагаки. Хотя это достоверно не было установлено, но и не оспаривалось.
К октябрю 1915 года здоровье Канрё-сэнсэя заметно ухудшилось. Мияги Тёдзюн заручился поддержкой более одного врача в надежде восстановить здоровье учителя, но великий Ухубуси Канрио Хигаонна тихо ушёл из жизни во сне в возрасте 62 лет. Он посвятил свою жизнь боевым искусствам и был среди них яркой звездой, а особенно в Наха-тэ.
Траурная церемония проходила в его доме в Нисисин-матси, 2-доме, в том же месте, где он родился и получил первый урок боевого искусства. Все расходы по похоронам взял на себя Мияги Тёдзюн.